# Václav Slovacius Turnovský
Václav Slovacius Turnovský, nazývaný též jen Václav Slovacius (zřejmě 1555 Turnov – léto 1616 Rožďalovice) byl český protestantský kněz a spisovatel.

## Mládí
Přesný rok narození Václava Slovacia není znám, ale pravděpodobně se narodil někdy v polovině či na počátku druhé poloviny 16. století, nejspíše v roce 1555. Jeho otcem byl turnovský truhlář Martin Slováček a matkou Ludmila Semíkova. Již od mladého věku byl vychováván podle protestantského vzoru víry a veden k životní dráze duchovního. Roku 1575 odešel na pražskou univerzitu, kde po šesti letech studia teologie dosáhl bakalářského stupně vzdělání a stal se knězem.

## Kněžská a spisovatelská činnost
Po dokončení svých studií obsadil místo kněze v Hradišti nad Jizerou, odkud se po roce 1586 přemístil do Brodce na přání Albrechta Kaplíře ze Sulevic, s kterým i po svém pozdějším odchodu do Strýnic vedl četné písemné rozpravy o náboženství. Ze Strýnic se Václav Slovacius Turnovský navrátil do Hradiště nad Jizerou, kde zůstal až do roku 1592.

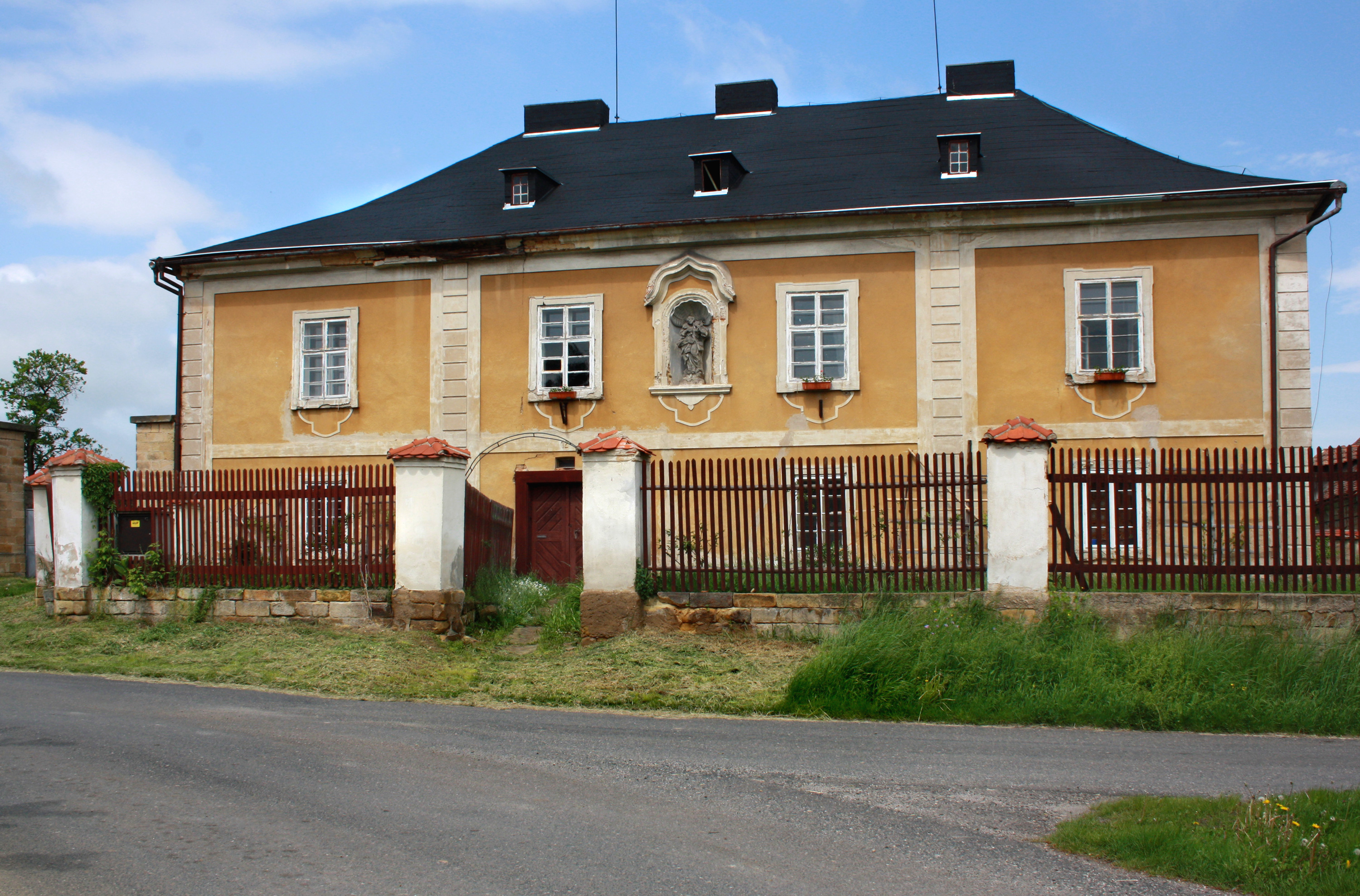
Bývalá fara v Rožďalovicích

Posledním působištěm českého kněze se staly Rožďalovice, kam přišel na osobní žádost Jindřicha staršího Křineckého z Ronova. V této době napsal a vydal mnoho ze svých děl, a to především díky podpoře JIndřicha Křineckého a jeho ženy, se kterými se spřátelil. V Rožďalovicích působil na místní faře po čtrnáct let až do své náhlé smrti v létě 1616.

### Dílo
Počátky literární tvorby Václava Slovacia Turnovského se nesly ve znamení kratších teologických, teologicko-polemických a vzdělávacích traktátů a spisů. Později se zaměřoval na exegezi biblických textů, které byly čítány lidu při rozličných výročích a slavnostech. Výkladům náboženských textů zasvětil značnou část života, nejintenzivněji se jim věnoval poslední tři roky před svou smrtí. V tomto období vznikl soubor spisů „Vysvětlení prosté biblí malé“, jeho nejznámější práce. Obsáhlá postila byla složena z evangelií, kázání a výkladů ke čtení, jimiž autor
zpřístupňoval bibli i prostým lidem.